# 阿拉茨河
44°5′42″N 0°50′48″E / 44.09500°N 0.84667°E

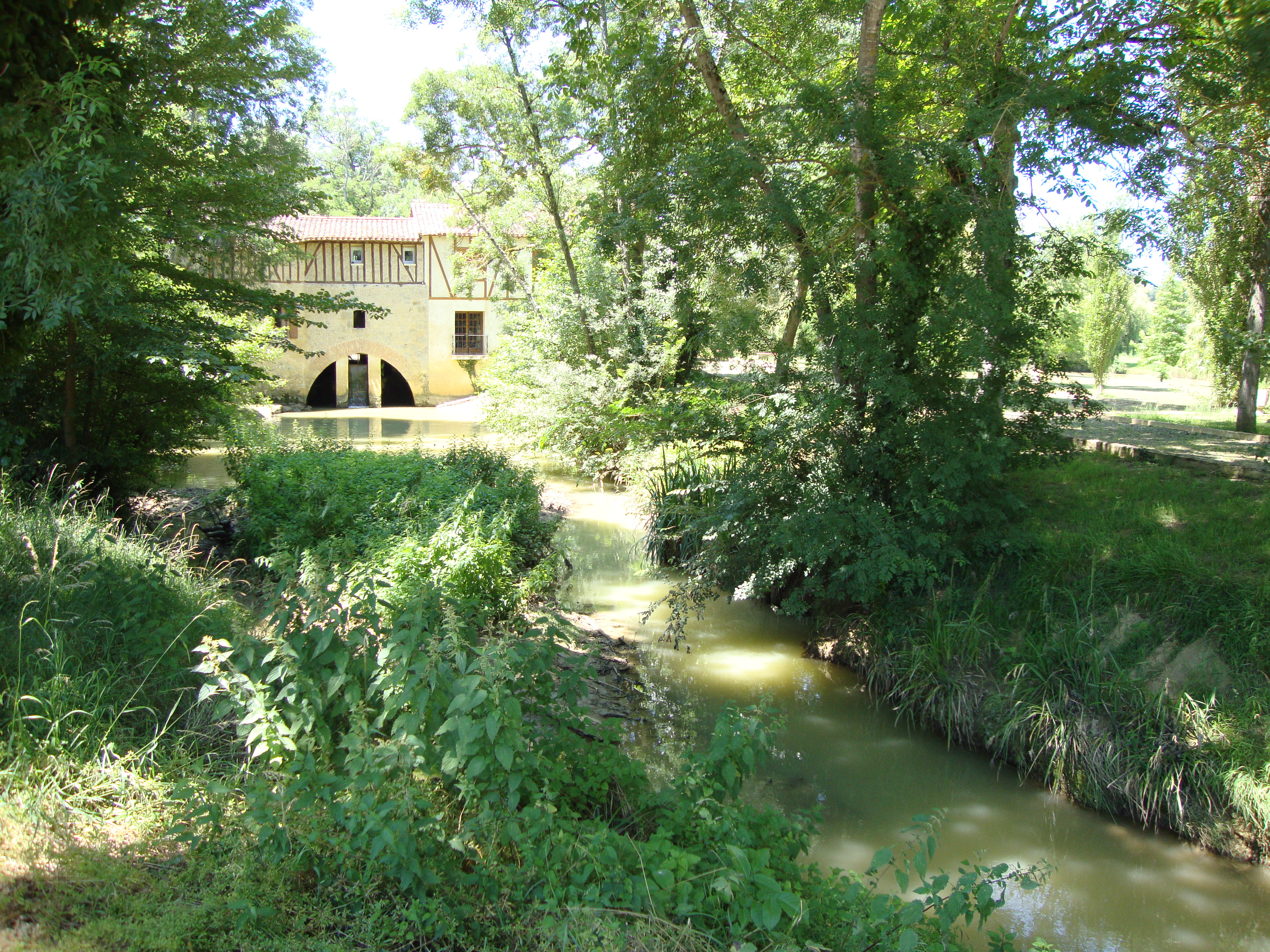

阿拉茨河（Arrats）是法國的河流，位於該國南部，屬於加龍河的左支流，河道全長162公里，流域面積950平方公里，平均流量每秒3立方米，發源自萨里亚克-马尼奥阿克附近，河口處在瓦朗斯附近。

## 外部連結
- http://www.geoportail.fr （页面存档备份，存于）
- The Arrats at the Sandre database